# Shelter Cove (California)
Shelter Cove es un lugar designado por el censo ubicado en el condado de Humboldt en el estado estadounidense de California. En el año 2010 tenía una población de 693 habitantes.

## Geografía
Shelter Cove se encuentra ubicado en las coordenadas 40°2′31.86″N 124°3′9.78″O / 40.0421833, -124.0527167.